# Новий Байрак
Но́вий Ба́йрак —  село в Україні, у Хорольській міській громаді Лубенського району Полтавської області. Населення становить 219 осіб. До 2020 орган місцевого самоврядування — Андріївська сільська рада.

## Історія
Село відоме з XVIII століття.
У джерелах фігурує під подвійною назвою: Миколаївка-Байрак. Краєзнавець Т. С. Бридун вважав, що свою першу назву село отримало від ім'я поміщика, якому першому належало село - Миколи Єремійовича Родзянко. Друга назва - від місцевості, адже коло села був порослий лісом байрак.
Село розмістилося на старовинному Ромоданівському шляху, котрим чумаки їздили до Криму.
Останнім поміщиком був Віталій Васильович Родзянко, який розорився після селянської реформи 1861 року.
На 1862 рік село складалося з 34 подвір'їв. Чисельність населення складало 212 жителів (110 чоловіків та 102 жінки).
Свою сучасну назву Новий Байрак отримав після перейменування за радянської влади.
12 червня 2020 року, відповідно до розпорядження Кабінету Міністрів України № 721-р «Про визначення адміністративних центрів та затвердження територій територіальних громад Полтавської області», село увійшло до складу Хорольської міської громади..
19 липня 2020 року, в результаті адміністративно - територіальної реформи та ліквідації Хорольського району, село увійшло до складу новоутвореного Лубенського району.

## Географія
Село Новий Байрак знаходиться на відстані 0,5 км від села Куторжиха, за 1 км від села Коломійцеве Озеро та за 1,5 км - село Козубівка.

## Економіка
- Свиноферма.